# Die Prinzessin vom Nil
Die Prinzessin vom Nil er en tysk stumfilm fra 1920 af Martin Zickel.

## Medvirkende
- Franz Cornelius som Zeddelmann
- Johanna Ewald som Eulalia
- Julius Falkenstein som Faktotum
- Piggy Germont som Asta
- Paul Graetz som Thobin
- Siegwart Gruder som Rhamses
- Hugo Hummel som Schutzmann
- Lya Mara som Naomi
- Heinrich Peer som Gamaleja
- Karl Platen som Dr. Thesaurus
- Josef Reithofer som Sklave
- Eugen Rex som Erich
- Gerhard Ritterband som Emil
- Lotte Stein som Minna
- Ellen Ullri som Göttin